# Fela Sowande
Olufela (Fela) Obafunmilayo Sowande (1905 - 1987) fue un músico nigeriano y compositor. Considerado el padre de música moderna nigeriana, Sowande es quizás el compositor africano más internacionalmente conocido por sus trabajos en idiomas europeos.

## Biografía
Sowande nació en Lagos, hijo de Emmanuel Sowande, un sacerdote y pionero de la música de iglesia nigeriana. La influencia de su padre y Dr T. K. Ekundayo Phillips (compositor,  organista y el director de coro) fueron un factor importante en sus primeros años. En aquel tiempo, él era corista y fue presentando nuevos trabajos que fueron introducidos a las iglesias de Yoruba. Durante aquel período, estudió órgano (incluyendo trabajos de Bach y maestros europeos clásicos), y obteniendo el diploma de miembro (Fellowship Diploma - FRCO) del Royal College of Organists en 1943. En aquel tiempo, él era también líder de una banda, tocando jazz y la música popular highlife. Todos estos tuvieron una influencia considerable sobre su trabajo.
En 1934 Sowande fue a Londres a estudiar la música europea clásica y popular. En 1936, él era el pianista solista de "Rhapsody in Blue" de George Gershwin. También fue pianista de dúo con Fats Waller, fue organista para la BBC y pianista en la producción 1936 de Mirlos. También tocó el órgano en algunas grabaciones de Vera Lynn. Más tarde estudió el órgano bajo la tutela Jorge Oldroyd y Jorge Cunningham y se hizo miembro del Royal College of Organists en 1943.
Ganó varios premios y se graduó en la Universidad de Londres como miembro del Trinity College of Music. Trabajó como el consejero musical para la película Colonial, del Ministerio de Información durante la Segunda Guerra Mundial, proporcionando la música de fondo para películas educativas.
A partir de 1945, fue un organista renombrado y el director del coro en la West London Mission  de la Iglesia metodista hasta 1952, y compuso una cantidad considerable de canciones de órgano a partir de este período. Estas están basados en las melodías nigerianas que fueron una petición especial de los miembros negros de su congregación en los primeros años de migración de África y el Caribe.
Ideas occidentales y africanas prevalecen en su música que incluye trabajos de órgano como el "Yorùbá Lament", "Obangiji", "Kyrie", "Gloria", "Jesu Olugbala" y "Oba Aba Ke Pe". La mayor parte de este repertorio tiene una influencia fuerte de música de la Iglesia anglicana combinada con melodías pentatónicas yorubas.
Sus trabajos orquestales incluyen "Six Sketches for Full Orchestra", una A "Folk Symphony" y "African Suite"  para orquesta de cuerda, y muestran características africanas rítmicas y armónicas. También ha escrito una cantidad significativa de música secular y sagrada coral, principalmente a cappella. Algunos de estos trabajos fueron compuestos durante su período con la BBC. Él volvió a África con un trabajo de estudiante con la Corporación de Difusión de Nigeria y más tarde en la Universidad de Ibadán. En 1968 cambió a la Universidad de Howard en Washington y de ahí a la Universidad de Pitsburgo.
En los últimos años de su vida Sowande  vivió en Ravenna, Ohio con su esposa, Eleanor McKinney, que fue una de las fundadoras de pacific Radio. Fue enterrado en el Municipio de Randolph.

## Obra

### Órgano
- 1945 - Ka Mura, Chappell, London
- 1955 - Jesu Olugbala, Chappell, London
- 1955 - Joshua Fit de Battle of Jericho, Chappell, London
- 1955 - Kyrie, Chappell, London
- 1955 - Obangiji, Chappell, London
- 1955 - Yorùbá Lament, Chappell, London
- 1958 - Oyigiyigi, Ricordi, New York
- 1958 - Gloria, Ricordi, New York
- 1958 - Prayer, Ricordi, New York
- 1959 - Responses in ‘A’
- KÕa Mo Rokoso
- Oba Aba Ke Pe

### Coral
- The Wedding Day for S.S.A. with piano, 1957, RDH
- Sometimes I Feel Like a Motherless Child for S.A.T.B. a cappella, 1955, Chappell, London
- My WayÕs Cloudy for S.A.T.B. with piano, 1955, Chappell, London
- De Ol’ ArkÕs a-Moverin for S.A.T.B.B. a cappella with tenor solo, 1955, Chappell, London
- Same Train for S.A.T.B.B. a cappella, 1955, Chappell, London Steal Away for S.A.T.B.B. a cappella, 1955, Chappell, London
- Roll de Ol' Chariot for S.A.T.B.B. with piano and rhythm combo, 1955, Chappell, London
- All I do for S.A.T.B.B. with piano and rhythm combo, 1961, Ricordi, New York
- Goin’ to Set Down for S.A.T.B. a cappella with soprano solo, 1961, Ricordi, New York
- Couldn’t Hear Nobody Pray for S.A.T.B. a cappella with soprano solo, 1958, Ricordi, New York
- De Angels Are Watchin’ for S.A.T.B. a cappella with soprano and tenor solo, 1958, Ricordi, New York
- Nobody Knows de Trouble I See for S.A.TB. acappella, 1958, Ricordi, New York
- Wheel, Oh Wheel for S.A.T.B. a cappella, 1961, Ricordi, New York
- Wid a Sword in Ma Hand for S.A.T.B.B. a cappella, 1958, Ricordi, New York
- Sit Down Servant for T.T.B.B. a cappella and tenor solo, 1961, Ricordi, New York
- Out of Zion for S.A.T.B. with organ, 1955
- St. Jude’s Response for S.A.T.B. with organ
- Oh Render Thanks (hymn-anthem) for S.A.T.B. with organ, 1960
- Nigerian National Anthem (an arrangement) for S.A.T.B. with organ, 1960

### Piano solista
- Three Songs of Contemplation for tenor and piano, 1950, Chappell, London
- Because of You for voice and piano, 1950, Chappell, London
- Three Yoruba Songs for voice and piano, 1954, Ibadan

### Orquesta
- Four Sketches for full orchestra, 1953
- African Suite for string orchestra, 1955, Chappell, London
- Folk Symphony for full orchestra, 1960

- Datos: Q1352462